# Jihyo
Park Ji-hyo (Guri, Gyeonggi, Corea del Sur; 1 de febrero de 1997), más conocida como Jihyo, es una cantautora, modelo y bailarina surcoreana. En 2015, participó en el programa Sixteen, donde compitió para formar parte de Twice. Debutó como integrante y líder del grupo en el mismo año, bajo JYP Entertainment.

## Biografía y carrera

### 1997-2014: Primeros años y 6mix
Jihyo nació el 1 de febrero de 1997 en Guri, bajo el nombre de Park Ji-soo. En agosto de 2004, Jihyo fue elegida para formar parte del elenco de actores infantiles de Naver, donde obtuvo el segundo lugar, los empleados de JYP Entertainment la notaron y le ofrecieron realizar un casting. El 15 de julio de 2005, empezó su entrenamiento en la agencia como actriz. Inicialmente, se estaba preparando para debutar como integrante de 6Mix, junto con Nayeon, Jeongyeon, Minyoung, Lena y Cecilia (que luego fue reemplazada por Sana), pero como resultado de la partida de Lena y Cecilia, el debut finalmente se canceló. Durante su época de entrenamiento, apareció en comerciales y videoclips de otros artistas de JYP.

### 2015-2020: Debut con Twice y otros trabajos
En abril de 2015, se anunció que JYP, junto con Mnet, empezarían un programa titulado Sixteen, donde dieciséis aprendices competirían para obtener un lugar en Twice, de las cuales solo siete formarían parte de éste. Jihyo  fue confirmada como una de las concursantes. A lo largo de todos los episodios, Jihyo fue una de las participantes más populares y en la final, logró ser una de las integrantes de Twice. El 20 de octubre, Jihyo debutó como miembro y líder del grupo con el lanzamiento de The Story Begins.
El 24 de julio de 2016, participó en el programa King of Mask Singer como panelista. El 6 de noviembre, se lanzó «The Reason I Got Pretty», una colaboración entre Jihyo y Eunji de Apink y Ben. Al año siguiente, en agosto, Jihyo lanzó su propio Melody Project y dio un concierto para los fanáticos.

### 2023-actualidad: Debut en solitario
El 4 de junio de 2023, una misteriosa foto de la parte delantera de un auto con una mano sosteniendo el volante, acompañada de la frase «Killin' me good», fue subida a las redes sociales de Twice. Los aficionados comenzaron a especular si se trataría del segundo debut en solitario de una integrante luego de Nayeon, y sospecharon que sería Jihyo debido a la forma de su mano y estilo de manicura. Cuatro días después, las redes sociales de TWICE confirmaron que se trataba del debut en solitario de Jihyo, con una nueva imagen que revelaba su cara desde el espejo retrovisor del mismo auto que aparecía en el primer póster. Sumado a esto, adelantaron que el estreno sería en agosto. El 25 de junio, las redes sociales de Twice confirman que se trata de un EP, titulado Zone, y anuncian la fecha de lanzamiento para el viernes 18 de agosto. Desde entonces, se publica periódicamente información y adelantos de los tres conceptos del miniálbum, hasta el estreno del videoclip de la canción principal, «Killin' Me Good». Zone tiene siete canciones, dos de las cuales son colaboraciones, una con 24kGoldn y otra con Heize.

## Vida personal
El 5 de agosto de 2019, Dispatch publicó fotos de una cita entre Jihyo y el exintegrante de Wanna One, Kang Daniel, y dijo que la pareja había estado saliendo desde principios de año. Ambas agencias confirmaron los rumores. Sin embargo, el 9 de noviembre de 2020, Dispatch reveló que Jihyo y Daniel habían terminado tras un año de relación.

## Arte
Muchos críticos describen la voz de Jihyo como «fuerte y suave», y también enfatizan que «siempre canta con su alma.» Ella es considerada una de las mejores vocalistas de la tercera generación de idols, junto con Solar de Mamamoo.

## Discografía

### EP
| Título                                                                                 | Detalles | Posicionamiento en listas | Posicionamiento en listas | Posicionamiento en listas | Posicionamiento en listas | Posicionamiento en listas | Ventas | Certificaciones    |
| Título                                                                                 | Detalles | COR                       | EUA                       | EUA World                 | JPN                       | JPN Hot                   | Ventas | Certificaciones    |
| -------------------------------------------------------------------------------------- | --- | ------------------------- | ------------------------- | ------------------------- | ------------------------- | ------------------------- | ------ | ------------------ |
| Zone                                                                                   | - Lanzamiento: 18 de agosto de 2023 - Discográfica: JYP, Republic - Formato: CD, descarga digital, streaming | 1                         | 14                        | 2                         | 11                        | 18                        |        | - KMCA: 2× Platino |
| «—» indica que el álbum no alcanzó posición alguna o no fue lanzado en ese territorio. | |                           |                           |                           |                           |                           |        |                    |

### Sencillos
| Título            | Año  | Mejores posiciones | Mejores posiciones | Mejores posiciones | Álbum |
| Título            | Año  | COR                | EUA World          | Glob.              | Álbum |
| ----------------- | ---- | ------------------ | ------------------ | ------------------ | ----- |
| «Killin' Me Good» | 2023 | 148                | 7                  | 193                | Zone  |

### Apariciones en bandas sonoras
| Título                                                                                 | Año  | Mejores posiciones | Mejores posiciones | Álbum                                                 |
| Título                                                                                 | Año  | COR                | COR Hot            | Álbum                                                 |
| -------------------------------------------------------------------------------------- | ---- | ------------------ | ------------------ | ----------------------------------------------------- |
| «Stardust Love Song»                                                                   | 2022 | 103                | 71                 | Twenty-Five Twenty-One OST                            |
| «I Fly»                                                                                | 2022 | —                  | —                  | Today's Webtoon OST                                   |
| «A Strange Day» (이상한 하루)                                                          | 2022 | —                  | —                  | Summer Strike OST                                     |
| «Takedown» (junto con Jeongyeon y Chaeyoung)                                           | 2025 | —                  | —                  | KPop Demon Hunters (Soundtrack from the Netflix Film) |
| «New Days»                                                                             | 2025 | —                  | —                  | Marry My Husband OST                                  |
| «—» indica que el álbum no alcanzó posición alguna o no fue lanzado en ese territorio. |      |                    |                    |                                                       |

### Colaboraciones
| Título | Año                                             | Mejor posición | Mejor posición | Ventas | Álbum                     |
| Título | Año                                             | COR            | US World       | Ventas | Álbum                     |
| ------ | ----------------------------------------------- | -------------- | -------------- | ------ | ------------------------- |
| 2019   | «The Reason I Got Pretty» (Ben, Jihyo, y Eunji) | 97             | —              | —      | Inkigayo Music Crush Pt.1 |

### Créditos de composiciones
| Título                            | Año  | Álbum                   | Artista(s) | Letra | Composición |
| --------------------------------- | ---- | ----------------------- | ---------- | ----- | ----------- |
| «Eye Eye Eyes                     | 2017 | Signal                  | Twice      | Yes   | No          |
| «24/7»                            | 2017 | Twicetagram             | Twice      | Yes   | No          |
| «Ho!»                             | 2018 | What Is Love?           | Twice      | Yes   | No          |
| «Sunset»                          | 2018 | Yes or Yes              | Twice      | Yes   | No          |
| «Girls Like Us»                   | 2019 | Fancy You               | Twice      | Yes   | No          |
| «Get Loud»                        | 2019 | Feel Special            | Twice      | Yes   | No          |
| «21:29»                           | 2019 | Feel Special            | Twice      | Yes   | No          |
| «Up No More»                      | 2020 | Eyes Wide Open          | Twice      | Yes   | No          |
| «First Time»                      | 2021 | Taste of Love           | Twice      | Yes   | No          |
| «Real You»                        | 2021 | Formula of Love: O+T=<3 | Twice      | Yes   | No          |
| «Cactus» (선인장)                 | 2021 | Formula of Love: O+T=<3 | Twice      | Yes   | Yes         |
| «Celebrate»                       | 2022 | Celebrate               | Twice      | Yes   | No          |
| «Trouble»                         | 2022 | Between 1&2             | Twice      | Yes   | Yes         |
| «Talkin' About It» (con 24kGoldn) | 2023 | Zone                    | Jihyo      | No    | Yes         |
| «Closer»                          | 2023 | Zone                    | Jihyo      | Yes   | No          |
| «Wishing on You»                  | 2023 | Zone                    | Jihyo      | Yes   | No          |
| «Don't Wanna Go Back» (con Heize) | 2023 | Zone                    | Jihyo      | Yes   | Yes         |
| «Room»                            | 2023 | Zone                    | Jihyo      | Yes   | Yes         |
| «Nightmare»                       | 2023 | Zone                    | Jihyo      | Yes   | Yes         |